# Карма Браун
Карма Браун (на английски: Karma Brown) е канадска журналистка и писателка на произведения в жанра социална драма, любовен роман и документалистика. Пише и в жанра хумористичен любовен роман и чиклит под съвместния псевдоним Маги Нокс (Maggie Knox) с писателката Мариса Стейпли.

## Биография и творчество
Карма Браун е родена във ферма в Онтарио, Канада. Следва в Университета на Западно Онтарио в Лондон, Онтарио, където през 1995 г. получава бакалавърска степен по психология и английски език. След дипломирането си, в периода 1996 – 2009 г. работи като маркетинг директор в The Strategic Coach Inc. В периода 2001 – 2003 г. прави следдипломно обучение в университета „Райърсън“. През 2009 г. основава собствена рекламна компания Wordcraft Communications. В периода 2011 – 2013 г. работи в издателство Chatelaine – Rogers, като също пише материали и за Canadian Family, Best Health, Canadian Living и Chatelain. През 2013 г. получава наградата на канадските журналисти за публикации по темите за начина на живот, родителството и здравето.
Първият ѝ роман „Ела с мен“ е издаден през 2015 г. След катастрофа по време на поледица бременната Теган Лоусън губи бебето си и изпада в тежка депресия. Един ден решава да осъществи мечтите на живота си и тръгва на пътешествие със съпруга си от оживените пазари на Тайланд през вкусовете на Италия до океанските вълни на Хаваите, което променя отношението ѝ към трагедията и ѝ носи прошка и бъдеще. Романът става бестселър и я прави известна.
През 2019 г. е издаден романът ѝ „Рецепта за перфектна съпруга“. Главната героиня Алис се чувства притискана и непълноценна след като губи работата си в Манхатън след преместване в голяма старинна къща в предградията на Ню Йорк заради съпруга си. Там тя открива сандък готварска книга с бележки на предишната собственичка – младата красива домакиня от 19 век, която е била известна перфектна съпруга. Но бележките ѝ откриват мрачната и зловеща страна от семейния ѝ живот, а това въздейства на Алис да преосмисли собствения си, защото двете живеят в различни столетия, но някои неща са си останали същите. Романът е предвиден за екранизация.
От 2021 г. пише съвместни хумористични любовни романи с писателката Мариса Стейпли. Първият им роман „Ваканционната размяна“ е история за размяната на две близначки в търсене на решение за проблемите и на любовта.
Карма Браун живее със семейството си близо до Торонто.

## Произведения

### Самостоятелни романи
- Come Away with Me (2015)[1][3]
- The Choices We Make (2016)[4]
- In This Moment (2017)
- The Life Lucy Knew (2018)
- Recipe for a Perfect Wife (2019)[2]
Рецепта за перфектна съпруга, изд.: „Кръгозор“, София (2020), прев. Татяна Виронова
- What Wild Women Do (2023)

### Документалистика
- The 4% Fix: How One Hour Can Change Your Life (2020)[2]

### Като Маги Нокс

#### Самостоятелни романи
- The Holiday Swap (2021)[1][2]
- All I Want for Christmas (2022)

### Екранизации
- ?? Recipe for a Perfect Wife